# Journal of Neurophysiology
Journal of Neurophysiology (abrégé en J. Neurophysiol.) est une revue scientifique à comité de lecture spécialisée dans tous les aspects de la recherche à l'interface de la neuroscienceet de la physiologie. Les articles de plus de douze mois et publiés après 1997 de ce journal sont en libre accès.
D'après le Journal Citation Reports, le facteur d'impact de ce journal était de 2,887 en 2014. Actuellement, la direction de publication est assurée par David Linden.